# Nyctibora lutzi
Nyctibora lutzi es una especie de cucaracha del género Nyctibora, familia Ectobiidae. Fue descrita científicamente por Rehn & Hebard en 1927.
Habita en Puerto Rico.